# جشنواره فیلم مستقل سئول
جشنواره فیلم مستقل سئول (انگلیسی: Seoul Independent Film Festival) یک جشنواره فیلم مستقل در کره جنوبی است. جشنواره سینمای مستقل سئول به‌طور مشترک توسط انجمن فیلم کره و اتحادیه فیلم و ویدیوی مستقل کره، هرسال در فصل زمستان در سئول برگزار می‌شود. این جشنواره فیلم که به میزبانی انجمن فیلم کره برگزار می‌گردید در سال ۱۹۷۵ با عنوان جشنواره فیلم جوانان کره شروع به فعالیت کرد.
چهل و هفتمین جشنواره فیلم مستقل سئول از روز ۲۵ نوامبر ۲۰۲۱ تا ۳ دسامبر ۲۰۲۱ برگزار گردید. تعداد ۱۵۵۰ فیلم به این جشنواره ارائه شده بود. چهل و هشتمین دوره این جشنواره از روز ۱ دسامبر ۲۰۲۲ تا ۹ دسامبر ۲۰۲۲ برگزار شد. تعداد ۱۵۷۴ فیلم به این جشنواره ارسال گردید.